# Nguyễn Thị Quyết Tâm
Nguyễn Thị Quyết Tâm (sinh năm 1958) là một chính khách Việt Nam. Bà từng là Đại biểu Quốc hội Việt Nam khóa XIV nhiệm kì 2016-2021 thuộc đoàn Đại biểu Quốc hội Thành phố Hồ Chí Minh (đại diện cho Quận 2, Quận 9, quận Thủ Đức), Phó Bí thư Thành ủy Thành phố Hồ Chí Minh, Chủ tịch Hội đồng nhân dân Thành phố Hồ Chí Minh.

## Thân thế và giáo dục
Bà sinh ngày 20 tháng 12 năm 1958, quê quán tại An Hòa, Trảng Bàng, Tây Ninh.
Cha bà là Nguyễn Văn Tốt (bí danh Hai Bình), cố Bí thư Tỉnh ủy Tỉnh Tây Ninh năm 1965.
Mẹ bà là bà Nguyễn Thị Thởi, sinh năm 1922.
Cha mẹ bà có bốn người con đặt tên là Quyết Tâm, Quyết Chiến, Quyết Thắng, và Đông Xuân.
Cha mẹ bà là những cán bộ hoạt động cho Mặt trận Dân tộc Giải phóng miền Nam Việt Nam, hoạt động xa nhà, nên từ nhỏ bà được gửi sống với người thân hoặc các bạn bè của gia đình.
Năm 11 tuổi (1969), bà được đưa vào căn cứ Dương Minh Châu để gặp cha, sau đó được bố trí ở lại tại Trường Hoàng Lê Kha, Tây Ninh.
Tháng 5 năm 1971, bà tham gia Đoàn học sinh của tỉnh Tây Ninh đi theo đường Trường Sơn ra miền Bắc để học. Chuyến hành trình kéo dài trong 4 tháng.
Từ tháng 10 năm 1971 đến tháng 8 năm 1975, bà học tại các Trường học sinh Miền Nam số 8, số 9, số 2 tại Hà Bắc, Vĩnh Phú.
Sau đó bà trở về Tây Ninh, học tại Trường nội trú Hoàng Lê Kha.
Bà có bằng Cử nhân Tài chính Tín dụng, Cử nhân Hành chính, Cử nhân Lịch sử Đảng, Cao cấp Lý luận chính trị.
Bà hiện cư trú ở Số 26A, đường số 8, Đặng Văn Bi, phường Trường Thọ, quận Thủ Đức, thành phố Hồ Chí Minh.

## Sự nghiệp
Ngày 18 tháng 3 năm 1980, bà được kết nạp vào Đảng Cộng sản Việt Nam.
Từ tháng 9 năm 1981 đến năm 1984, Nguyễn Thị Quyết Tâm được cử đi học tại Trường Nguyễn Ái Quốc 9.
Từ tháng 7 năm 1984 đến tháng 4 năm 1986, bà là cán bộ Ban Tuyên giáo huyện ủy huyện Thủ Đức, TPHCM.
Tháng 12 năm 1984, bà được cử đi học tại Trường Tuyên huấn Trung ương II.
Từ tháng 5 năm 1986 đến năm 1996, bà là Cán bộ, Phó Trưởng ban Tuyên giáo, Ủy viên Ban Chấp hành Đảng bộ huyện Thủ Đức.
Từ năm 1996 đến tháng 4 năm 1997, bà là Ủy viên Ban Thường vụ, Trưởng ban Tuyên giáo Huyện ủy Thủ Đức.
Từ tháng 4 năm 1997 đến tháng 8 năm 2000, bà giữ chức vụ Ủy viên Ban Thường vụ, Trưởng ban Tuyên giáo Quận ủy quận 9, Thành phố Hồ Chí Minh.
Từ tháng 8 năm 2000 đến tháng 10 năm 2002, bà là Phó Bí thư Thường trực Quận ủy quận 9 và là Đại biểu Hội đồng nhân dân của Quận 9.
Từ tháng 10 năm 2002 đến tháng 1 năm 2006, bà giữ chức vụ Bí thư Quận ủy, Chủ tịch Hội đồng nhân dân quận Thủ Đức và được bầu vào Ban Chấp hành Đảng bộ Thành phố khóa 7.
Từ tháng 1 năm 2006 đến tháng 6 năm 2011, bà là Ủy viên Ban Chấp hành Đảng bộ Thành phố Hồ Chí Minh khóa 7, Ủy viên Ban Thường vụ Thành ủy, Trưởng ban Dân vận Thành ủy, Trưởng ban Tuyên giáo Thành ủy Thành phố Hồ Chí Minh.
Từ tháng 7 năm 2011 đến tháng 5 năm 2016, bà là Đại biểu Quốc hội khóa 13 thuộc đoàn đại biểu TPHCM.
Tháng 10 năm 2011, bà là Ủy viên Ban Thường vụ Thành ủy, Phó Bí thư Thành ủy TPHCM.
Bà là Bí thư Đảng Đoàn, Chủ tịch Hội đồng nhân dân Thành phố Hồ Chí Minh khóa 8 nhiệm kỳ 2011 - 2016.
Ngày 27 tháng 5 năm 2016, theo kết quả bầu cử Hội đồng nhân dân TPHCM do Ủy ban bầu cử Thành phố Hồ Chí Minh công bố, Nguyễn Thị Quyết Tâm, Chủ tịch Hội đồng nhân dân TPHCM khóa 8 tái trúng cử Đại biểu HĐND TPHCM khóa 9 nhiệm kỳ 2016-2021 với tỉ lệ 77,14% ở đơn vị bầu cử số 26 (quận Thủ Đức).
Sáng ngày 28 tháng 6 năm 2016, tại kỳ họp thứ nhất HĐND TPHCM khóa 9, bà được giới thiệu bầu vào chức danh Chủ tịch HĐND TPHCM khóa 9 và đã trúng cử với tỉ lệ 101/103 phiếu thuận (tỉ lệ 96,19%, 103 đại biểu có mặt).
Từ ngày 1 tháng 1 năm 2019, Nguyễn Thị Quyết Tâm nghỉ hưu (theo quyết định số 900-QĐNS/TW của Ban Chấp hành Trung ương Đảng Cộng sản Việt Nam). Sau khi nghỉ hưu, bà thôi chức Chủ tịch Hội đồng nhân dân TPHCM nhưng vẫn là Đại biểu HĐND TPHCM và Đại biểu Quốc hội Việt Nam khóa 14 TPHCM.
Ngày 8 tháng 4 năm 2019, tại kỳ họp thứ 13 (kì họp bất thường) Hội đồng nhân dân Thành phố Hồ Chí Minh khóa 9, Nguyễn Thị Quyết Tâm được miễn nhiệm chức danh Chủ tịch Hội đồng nhân dân TPHCM.

### Đại biểu Quốc hội Việt Nam khóa XIII nhiệm kì 2011-2016
Ngày 22 tháng 5 năm 2011, bà trúng cử Đại biểu Quốc hội Việt Nam khóa 13 nhiệm kì 2011-2016 thuộc đoàn đại biểu Thành phố Hồ Chí Minh ở đơn vị bầu cử số 7, thành phố Hồ Chí Minh (Quận 2, Quận 9, quận Thủ Đức) với tỉ lệ 68,45% số phiếu (cùng với Huỳnh Ngọc Ánh 61,77% và Đoàn Nguyễn Thùy Trang 60,10%).

### Đại biểu Quốc hội Việt Nam khóa XIV nhiệm kì 2016-2021
Ngày 22 tháng 5 năm 2016, bà trúng cử Đại biểu Quốc hội Việt Nam khóa 14 nhiệm kì 2016-2021 thuộc đoàn đại biểu Thành phố Hồ Chí Minh ở đơn vị bầu cử số 7, thành phố Hồ Chí Minh (Quận 2, Quận 9, quận Thủ Đức) với tỉ lệ 76,37% số phiếu (cùng với Phan Nguyễn Như Khuê 67% và Trịnh Ngọc Thúy 54,28%).
Chiều ngày 8 tháng 5 năm 2018, bà tiếp xúc cử tri trước kì họp thứ 5 quốc hội khóa 14 tại quận Thủ Đức. Trước yêu cầu làm rõ trách nhiệm những người có liên quan trong vụ sai phạm của Công ty Trách nhiệm hữu hạn Một thành viên đầu tư và xây dựng Tân Thuận (công ty thuộc sở hữu của Đảng bộ Đảng Cộng sản Việt Nam tại Thành phố Hồ Chí Minh) chuyển nhượng 32 ha đất tại xã Phước Kiển, huyện Nhà Bè cho Công ty Cổ phần Quốc Cường Gia Lai với giá 410 tỉ đồng rẻ hơn nhiều so với giá thị trường 2000 tỉ đồng, Nguyễn Thị Quyết Tâm cho rằng 32 ha đất này không phải là đất công và việc hủy hợp đồng này không gây thiệt hại lợi ích kinh tế của Nhà nước Việt Nam. Trong khi trước đó, ngày 6 tháng 5 năm 2018, Thành ủy Thành phố Hồ Chí Minh đã kết luận đây là đất công.

## Phong tặng
- Danh hiệu Chiến sĩ thi đua cấp Thành phố Hồ Chí Minh[3]
- Nhiều Bằng khen của Thành ủy Thành phố Hồ Chí Minh, Ủy ban nhân dân Thành phố Hồ Chí Minh[3]

## Phát biểu nổi tiếng
- "Nếu con em cán bộ lãnh đạo mà có sự trưởng thành và được các Đại hội Đảng tín nhiệm hoặc được tổ chức tín nhiệm giao những trọng trách quan trọng thì đó là điều hạnh phúc của dân tộc ta, của Đảng ta. Tôi nghĩ là vậy. Đó là sự kế thừa, giữ gìn và biết phát huy truyền thống đó để kế tục sự nghiệp của cha ông. Đó phải là điều hạnh phúc đối với dân tộc mình chứ? Tại sao chúng ta lại nghi ngại?. Chỉ trừ những trường hợp khuất tất, anh thực sự không có năng lực mà được giao nhiệm vụ thì mới phải nghi ngại. Còn đây là được Đại hội Đảng tín nhiệm thì điều đó là rất đáng mừng. Nếu con em cán bộ lãnh đạo mà hư hỏng hết thì đó mới là điều bất hạnh. Nhưng tôi cũng đồng ý với ý kiến là phải thi tuyển các chức danh lãnh đạo, điều này chúng ta cũng đã nói rồi, đã bắt đầu làm rồi, dần dần phải vươn đến việc thi tuyển vì nó thể hiện sự công bằng, minh bạch và chuyên nghiệp trong tổ chức bộ máy của chúng ta."[17][18]